# Haqueta de foc
L'haqueta de foc és, segons l'imaginari popular valencià, una haca sobrenatural que s'apareix en alguns indrets a la mitjanit encesa en flames, enmig d'una gran lluentor. Normalment, l'haqueta es deixa veure uns dies fins que desapareix i ja no se'n torna a saber mai més res.
Se la situa sovint pels contraforts de la serra de Mariola, a la Vall de Biar i a la de Perputxent. A Beneixama es deia que l'haca es passejava una estona pels carrers del poble i ningú no gosava sortir de casa un cop fosc per por de topar-s'hi. Una altra contalla explica que a les hortes que hi ha entre Beniarrés i l'Orxa, uns llauradors van veure una nit astorats l'haqueta mentre cavalcava pels bancals envoltada de foc i muntada per un cavaller.
Es dona el cas que tota aquella zona és especialment màgica dins l'imaginari popular: a Beniarrés se situa el safareig que apareix al relat I queixalets, també! d'Enric Valor; pel proper Benicadell s'hi deixen veure el Caro i el Trib Real; vora el castell d'Orxa hi ha la Cova dels Nou Forats, on hi viu l'Encantada, i ben a prop el barranc de l'Encantada. Un altre personatge llegendari de la zona és la "Viuda de l'Orxa", que enllaça amb l'època de la repoblació de la zona amb mallorquins.
La llegenda de l'haqueta de foc guarda un cert paral·lelisme amb la del Comte Arnau, condemnat a cavalcar durant tota l'eternitat sobre un cavall negre que treu flames per la boca i els ulls.